# Verband Angestellter Apotheker Österreichs

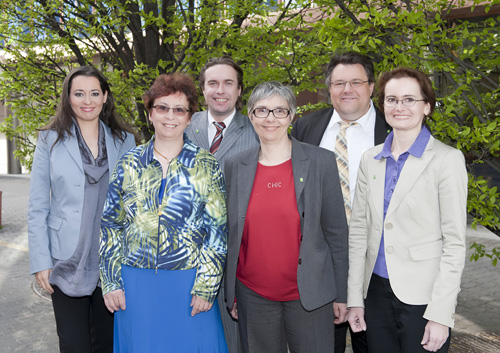
Das Präsidium 2011

Der Verband Angestellter Apotheker Österreichs (VAAÖ) ist eine kollektivvertragsfähige berufliche Interessenvertretung der in den öffentlichen Apotheken und in Krankenhausapotheken angestellten Apotheker und Aspiranten.

## Hintergrund
Parteipolitisch unabhängig vertritt er die beruflichen und sozialen Interessen der in Österreich angestellten Apotheker. Der Verband berät seine Mitglieder bei arbeits-, sozial- und steuerrechtlichen Problemen und anlässlich des Selbstständigwerdens. 1999 hatte er die Gleichbehandlung der Teildienstleistenden hinsichtlich der Vorrückung im Gehaltskassenschema vor dem Verfassungsgerichtshof erstritten.

## Geschichte
Anfang des 20. Jahrhunderts hatten angestellte Apotheker schwierige Arbeitsbedingungen. Sie wurden schlecht und uneinheitlich entlohnt. Nicht einmal die würdige Berufsbezeichnung „Angestellte Apotheker“ war ihnen zugeschrieben, damals nannte man sie nur „Apothekergehilfen“, dann „Apotheker-Assistenten“. Diese Apotheker-Assistenten waren entweder Magister der Pharmazie oder haben in der Apotheke eine Lehre abgeschlossen.
Immer stärker wurden die Aufrufe zur Bildung eines Vereins für Apotheker-Assistenten. 1891 wurde der „Allgemeine Österreichische Apotheker-Assistenten-Verein“ mit etwa 150 Mitgliedern gegründet, zu denen auch einige selbstständige Apotheker zählten. Vorstand war Paul Jobst. Im darauf folgenden Jahr wurde ein Vereinsbüro mit Stellenvermittlung gegründet. Der Verein stellte auch seine erste arbeitsrechtliche Forderung: Arbeitszeit von 8 Stunden / Tag.
Im Laufe der Geschichte wurde der Name des Vereins mehrfach geändert:
- 1896: Allgemeiner Österreichischer Pharmaceuten Verein
- 1897: Verband Pharmaceutischer Vereine Österreichs
- 1910: Pharmazeutischer Reichsverband für Österreich
- 2000: Verband Angestellter Apotheker – VAAÖ

Das Jahr 1907 brachte viele Fortschritte für die Apotheker, unter anderem erhielten die Apotheker-Assistenten das Recht auf eine offizielle Interessensvertretung im „Apotheker-Gremium“ (Vorläufer der Apothekerkammer).
In der Zeit des Ersten Weltkrieges zwischen 1914 und 1918 ruhten die Reformen, und da sehr viele Männer in den Krieg zogen, arbeiten in den Apotheken viele Frauen. Dies hatte zur Folge, dass im Jahr 1921 erstmals zwei weibliche Funktionäre im Reichsverband tätig waren.
Im Jahr 1938 kam es zu einer Auflösung des Reichsverbands, worauf die Wiederbelebung des Reichsverbands durch die Neugründung im Jahr 1946 folgte. 
1948 wurde beschlossen, dass nur angestellte Apotheker als Mitglieder des Reichsverbands zulässig sind, da sonst der Verband nicht kollektivvertragsfähig gewesen wäre. Die Kollektivvertragsfähigkeit wurde ihm erstmals 1949 zuerkannt, und schon folgte im Jahr 1952 der neue Kollektivvertrag für ganz Österreich.
1954 wurde der Zweigverband des Reichsverbands, die „Arbeitsgemeinschaft Österreichischer Krankenhausapotheker“ wurde gegründet, womit alle angestellten Apotheker – sowohl aus den Anstalts- als auch den öffentlichen Apotheken unter einem Dach, nämlich dem des Reichsverbands versammelt waren.
Im Jahr 2000 wurde die Namensänderung zu „Verband Angestellter Apotheker Österreichs“ (VAAÖ) und eine neue Satzung beschlossen.
2008 konnte der VAAÖ unter der Führung von Ulrike Mayer als Präsidentin schon lange notwendige Reformen umsetzen.
Ziele des Verbands sind:
- Sicherung des Berufes „Angestellte/r Apotheker“
- Schaffung eines eigenen Berufsgesetzes, eines ApothekeRgesetzes
- Gerechte Entlohnung
- Verbesserung der Arbeitsbedingungen
- Soziale Sicherheit für angestellte Apotheker uvm.